# NGC 3309
NGC 3309 é uma galáxia elíptica (E3) localizada na direcção da constelação de Hydra. Possui uma declinação de -27° 31' 03" e uma ascensão recta de 10 horas, 36 minutos e 35,7 segundos.
A galáxia NGC 3309 foi descoberta em 24 de Março de 1835 por John Herschel.